# Arco da Rua Augusta
O Arco do Triunfo da Rua Augusta  é um arco triunfal situado na parte norte da Praça do Comércio, sobre a Rua Augusta, em Lisboa, Portugal.
A sua construção foi programada em 1759, no quadro da reconstrução pombalina após a destruição da baixa lisboeta pelo terramoto de 1755, com desenho de Eugénio dos Santos. Até 1843 o arco subia apenas à altura da sua cimalha, num jogo de colunatas compósitas colocadas em 1815, ficando a aguardar o coroamento. Foi então aberto concurso para a finalização da obra, ganho pelo arquitecto Veríssimo José da Costa. A obra do arco triunfal, que já estava fechado em 1862 por ocasião do casamento de D. Luís I, como se observa em fotografias da época, apenas foi concluída em 1873.
Na parte superior do arco, é possível observar esculturas de Célestin Anatole Calmels, enquanto num plano inferior se encontram esculturas de Vítor Bastos. As esculturas de Calmels representam a Glória, coroando o Génio e o Valor. As esculturas de Vítor Bastos representam Nuno Álvares Pereira, Viriato, Vasco da Gama e o Marquês de Pombal. Na lateral esquerda, o rio Tejo, e na direita o rio Douro, da autoria também do escultor Vítor Bastos. Os rios Tejo e Douro delimitam a região onde alegadamente viviam os Lusitanos
O texto inscrito no topo do arco remete para a grandiosidade do Império Português e a descoberta de novos povos e culturas. VIRTVTIBVS MAIORVM VT SIT OMNIBVS DOCVMENTO.PPD “Às Virtudes dos Maiores, para que sirva a todos de ensinamento. Dedicado a expensas públicas”.
A partir de 9 de agosto de 2013 é possível, usando um elevador e dois lances de escadas íngremes, chegar ao miradouro no topo do Arco, por 3,5 euros. Durante o primeiro ano em que esteve aberto, foi visitado por 130 mil pessoas.
Em 2021, deixou de ser tutelado pelo Governo passando para a responsabilidade da Câmara.

## história do arco e construção:
Embora tenha sido inaugurado em 1875, o Arco da Rua Augusta foi planeado em 1759 para comemorar a reconstrução pombalina da cidade após o terramoto de 1755.
Sim, demorou mais de um século a estar concluído e chegou a ser comparado às obras de Santa Engrácia pelos historiadores da época.
Idealizado pelo arquiteto Eugénio dos Santos, foi Veríssimo José da Costa que acabou por assinar o projeto numa construção que se revelou bastante atribulada.
O Arco começou a ser construído em 1775, mas a primeira versão seria demolida em 1777, após a subida ao poder de D. Maria I e a demissão de Marquês de Pombal.
Em 1873, retomou-se a edificação do Arco, num projeto de Veríssimo José da Costa aprovado em 1844, tendo ficado as obras concluídas em 1875.
Para todos aqueles que já se questionaram sobre a inscrição em latim no topo, esta serve de tributo ao Império Português e significa: “Às Virtudes dos Maiores, para que sirva a todos de ensinamento. Dedicado a expensas públicas”.
Esta última sigla significa que o Arco foi realizado com dinheiro público, sem interferência de qualquer mecenas — PPD, em latim, simboliza “Pecunia Publica Dedicat“, ou seja, “(Construído) com o Dinheiro do Povo”.

## Galeria

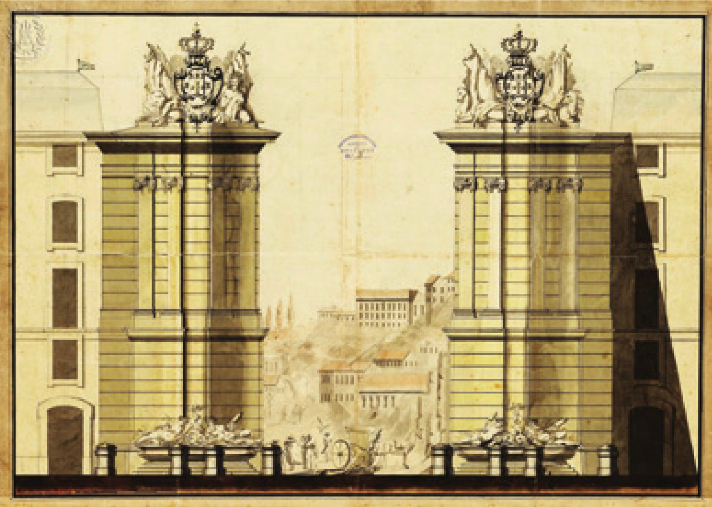
Um projecto não realizado para a entrada da Rua Augusta, por Dionísio de São Dionísio (c. 1759).
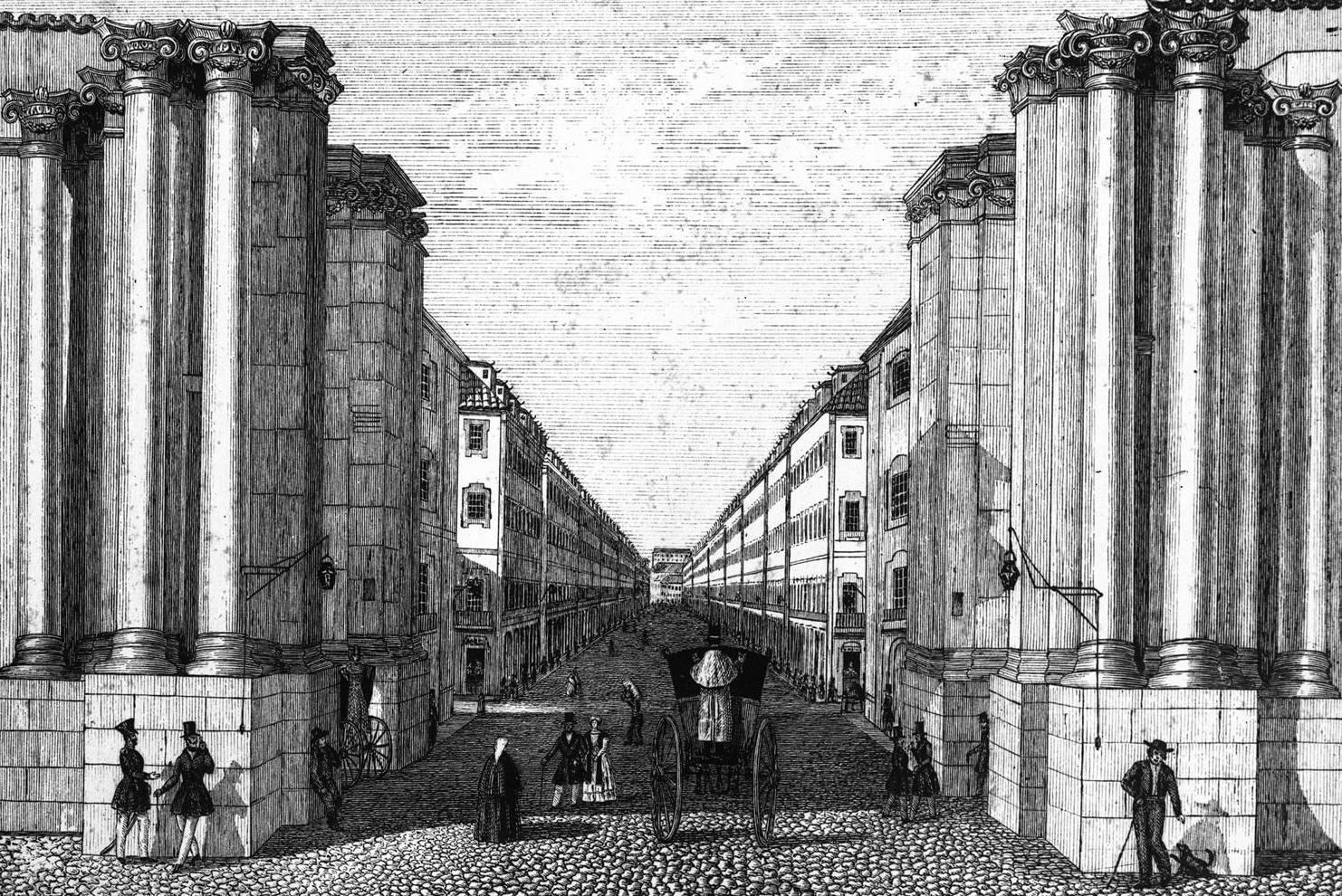
Rua Augusta vista da Praça do Comércio cerca de 1820, vendo-se já as colunatas compósitas do arco triunfal colocadas em 1815.
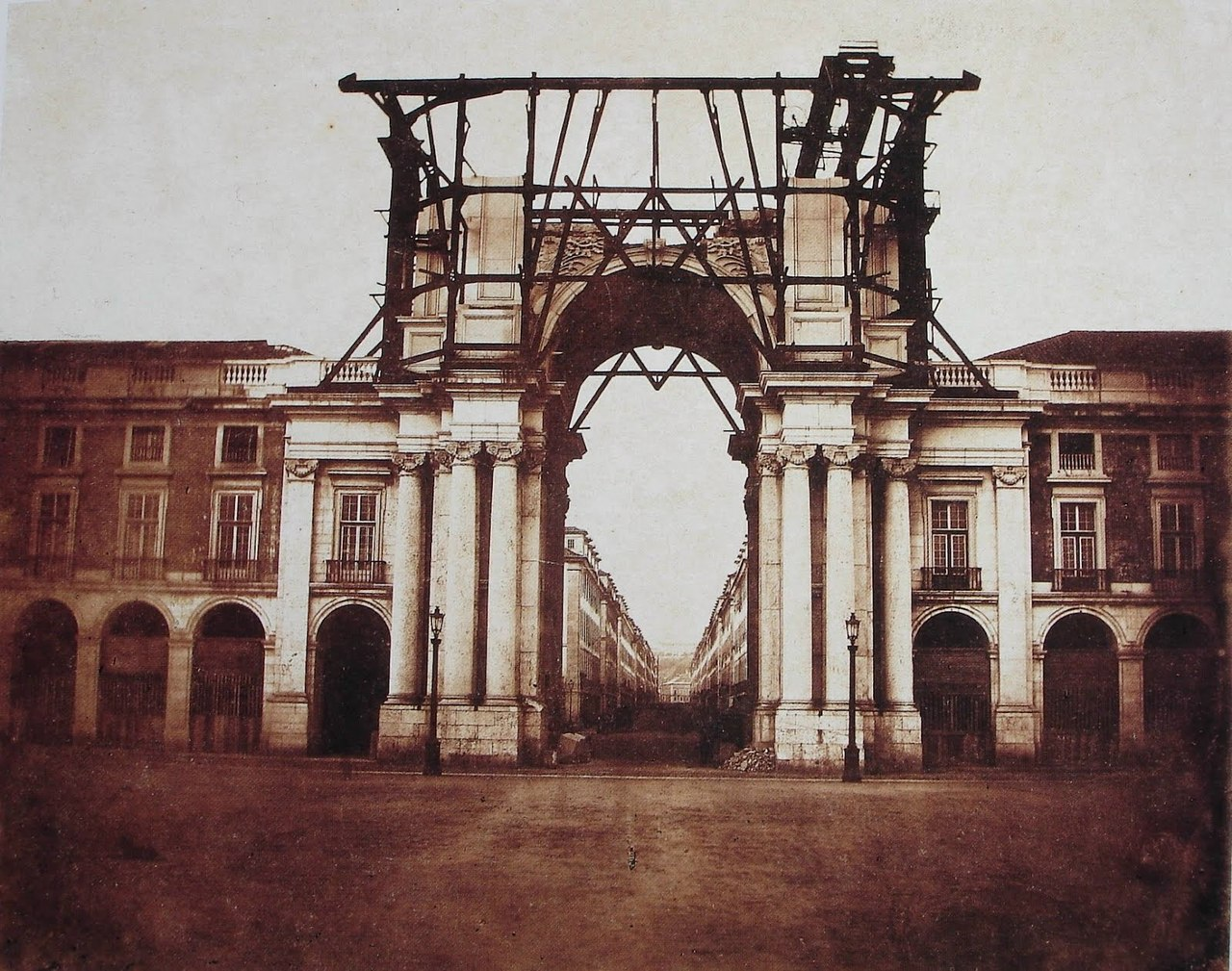
A construção do coroamento do Arco da Rua Augusta, c. 1855, fotografado por Wenceslau Cifka.
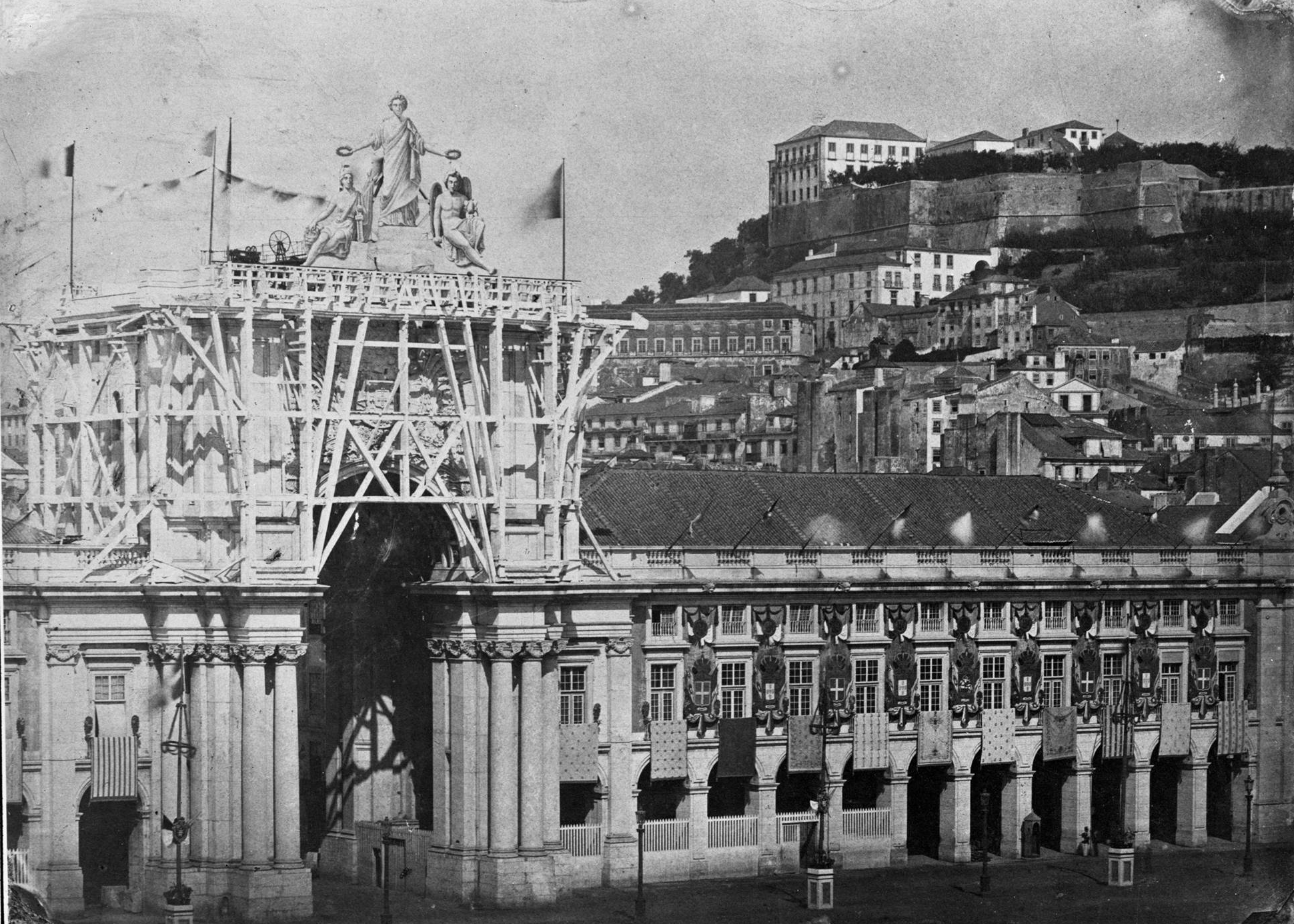
Arco da Rua Augusta, ainda em construção, ornamentado por ocasião do casamento de Dom Luís I, 1862.
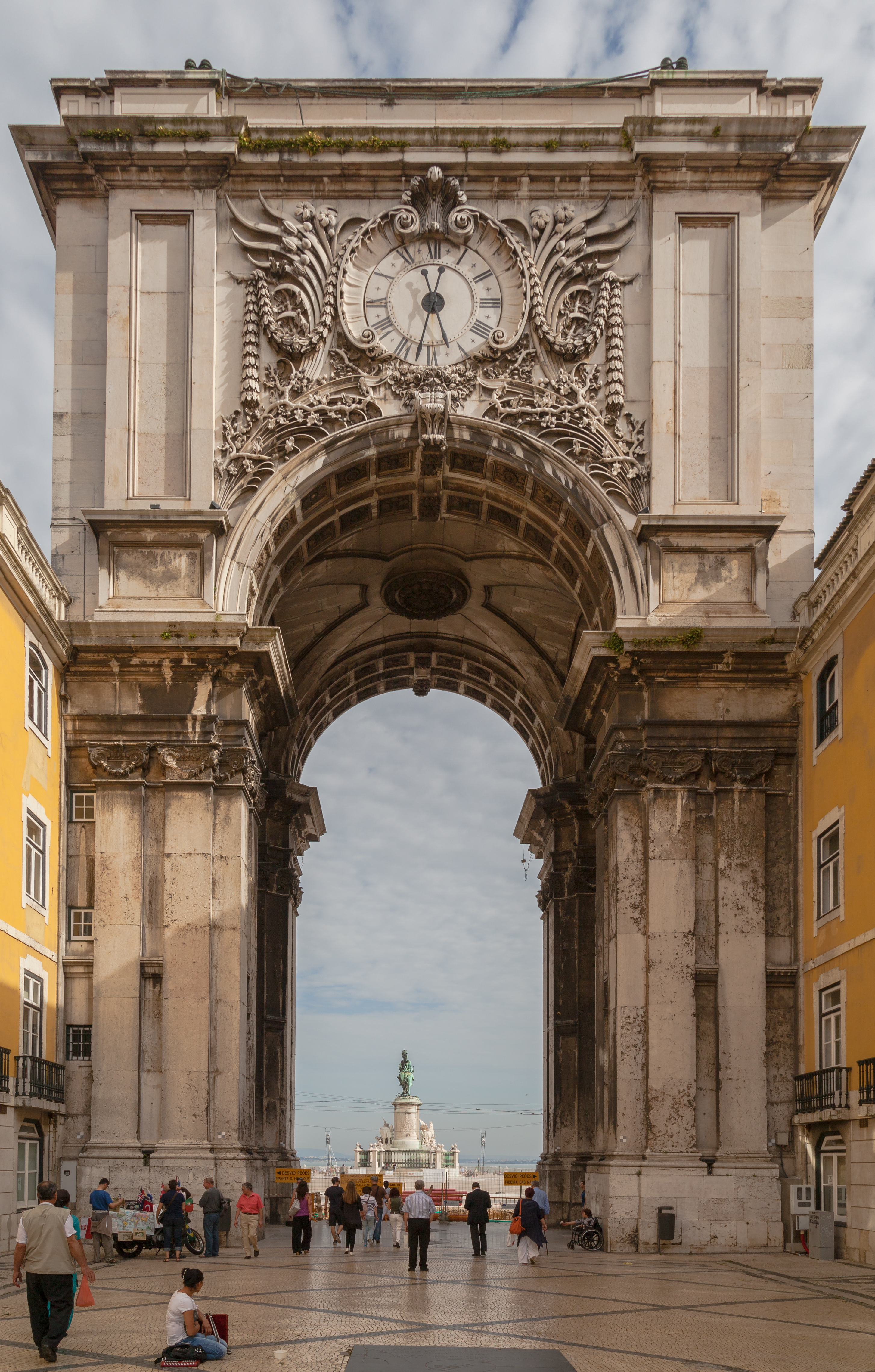
Vista traseira.
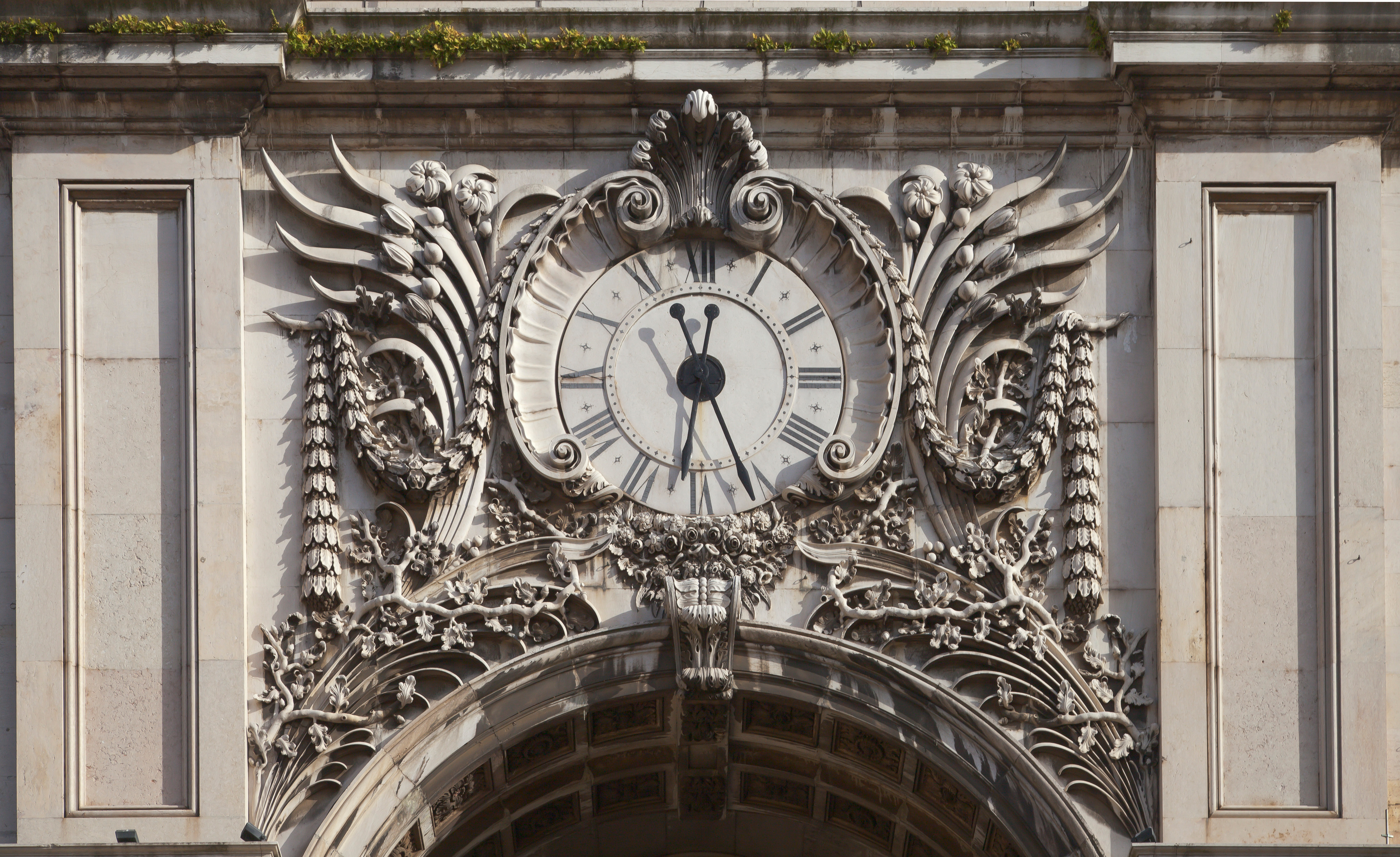
Relógio no arco.